# Mischa Bredewold
Mischa Bredewold (Hoogland, 20 juni 2000) is een Nederlandse wielrenster die vanaf september 2023 rijdt voor het Nederlandse Team SD Worx. Daarvoor reed zij twee jaar voor Parkhotel Valkenburg.

## Carrière
Bredewold kwam tijdens een training op 20 augustus 2018 in botsing met een vrachtauto, waarbij ze zes gebroken ribben en hersenletsel opliep.
In juli 2021 won ze de eerste etappe en het jongerenklassement van de Baloise Ladies Tour.
In juni 2022 won Bredewold brons tijdens het Nederlands kampioenschap tijdrijden voor beloften. In juli won ze brons op het Europees kampioenschap in de gemengde ploegenestafette bij de beloften in het Portugese Sangalhos. In de Tour de France Femmes 2022 eindigde ze als tweede in het jongerenklassement achter Shirin van Anrooij en als 21e in het algemeen klassement. In september 2022 won Bredewold het jongerenklassement en de slotrit van de Simac Ladies Tour in Arnhem, de Franse eendagswedstrijd Dwars door les Hauts France en de openingsrit en het punten- en jongerenklassement van de Tour de la Semois in de Waalse gemeente Vresse-sur-Semois.
Op 1 september 2022 werd bekend dat Bredewold in 2023 en 2024 bij Team SD Worx rijdt.
Op 1 april 2023 won Bredewold de Volta Limburg Classic in Eijsden. Twee weken later werd ze tiende in de Brabantse Pijl. In mei 2023 won ze met haar team de openingsploegentijdrit en ze won solo de tweede etappe van de Ronde van Thüringen en werd ze derde in het eindklassement. In september won ze de World-Tourwedstrijd GP de Plouay en werd ze derde in de openingsrit van de Ronde van Romandië. Op 23 september 2023 werd Bredewold Europees kampioene op de weg, na een solo van ruim 10 kilometer op de verhoogde VAM-berg in Drenthe.
In april 2025 won Bredewold de Amstel Gold Race. Ze zat mee in de beslissende kopgroep van 23 rensters en ook de vluchten die in de finale wegsprongen, ze kwam solo aan de meet. In juni werd ze Nederlands kampioene tijdrijden.

## Palmares

### Op de baan
| Jaar | NK            | EK | WK | Overige |
| ---- | ------------- | -- | -- | ------- |
| 2023 | achtervolging |    |    |         |

### Op de weg
2021
 Jongerenklassement Baloise Ladies Tour
1e etappe Baloise Ladies Tour
2022
 EK gemengde ploegenestafette, beloften
 Nederlands kampioenschap tijdrijden, beloften
Jongerenklassement Simac Ladies Tour
6e etappe Simac Ladies Tour
Dwars door Hauts-de-France
Punten- en jongerenklassement Tour de la Semois
2e in algemeen klassement Tour de la Semois
1e etappe Tour de la Semois
2e in jongerenklassement Tour de France Femmes
3e in Leiedal Koerse
2023
Volta Limburg Classic
1e (TTT) en 2e etappe Ronde van Thüringen
Classic Lorient Agglomération
 Europees kampioene op de weg
2024
1e en 2e etappe Ronde van het Baskenland
 Nederlands kampioenschap op de weg
5e etappe (ITT) Ronde van Thüringen
Classic Lorient Agglomération
2025
2e etappe Wielerweek van Valencia
Amstel Gold Race
1e en 2e etappe Ronde van het Baskenland
Puntenklassement Ronde van het Baskenland
 Nederlands kampioenschap tijdrijden

### Resultaten in voornaamste wedstrijden
| Jaar | Ronde van Italië | Ronde van Frankrijk | Ronde van Spanje |
| ---- | ---------------- | ------------------- | ---------------- |
| 2021 |                  |                     |                  |
| 2022 |                  | 21e                 |                  |
| 2023 |                  | 63e                 |                  |
| 2024 |                  | 54e                 | 40e              |
| 2025 |                  | 83e                 | 33e              |

| Jaar | Gent-Wevelgem | Ronde van Vlaanderen | Parijs-Roubaix | Amstel Gold Race | Luik-Bast.‑Luik | Brabantse Pijl | Dwars door Vlaanderen |  | WK op de weg |
| ---- | ------------- | -------------------- | -------------- | ---------------- | --------------- | -------------- | --------------------- |  | ------------ |
| 2021 | 88e           | 25e                  | buit.tijd      | 56e              |                 |                |                       |  |              |
| 2022 | 40e           | 23e                  | 58e            | 21e              | 59e             | 14e            |                       |  |              |
| 2023 |               |                      |                | 39e              | 45e             | 10e            | 12e                   |  | 84e          |
| 2024 |               | 24e                  |                |                  | 67e             | 56e            | 19e                   |  | 19e          |
| 2025 | 78e           | 13e                  |                | ↑                |                 |                |                       |  |              |

## Ploegen
- 2021 –  Parkhotel Valkenburg
- 2022 –  Parkhotel Valkenburg
- 2023 –  Team SD Worx
- 2024 –  Team SD Worx
- 2025 –  Team SD Worx-Protime

Van Bokhoven · Bos · Bredewold · Buysman · De Gast · Gerritse · Van Haaften · Van der Hulst · Limpens · Markus · Neylan · Nooijen · Raaijmakers · Van Rooijen · Swinkels
Van Bokhoven · Bos · Bredewold · Frain (vanaf 6/7) · De Gast · Gerritse · Van Haaften · De Jong (tot 15/7) · Limpens · Markus · Nooijen · A. van Rooijen · S. van Rooijen · Schoens · Vanhove · Van der Wolf · Wyllie (vanaf 12/8)
Bredewold · van den Broek-Blaak (zwangerschapsverlof) · Cecchini · Fisher-Black · Frei · Guarischi · Kopecky · Majerus · Markus · Reusser · Schreiber (vanaf 1/3) · Shackley · Uneken · Vas · Vollering · Wiebes
Bredewold  · van den Broek-Blaak · Cecchini · Fisher-Black · Gerritse · Guarischi · Kopecky  · Majerus · Markus · Reusser   · Schreiber · Shackley (tot 16/4) · Uneken · Vas  U23 · Vollering · Wiebes
van Belle (vanaf 29/4) · Bredewold · van der Breggen · van den Broek-Blaak (tot 11/2) · Cecchini · Gerritse · Guarischi · Häberlin · Harvey · J. Kopecký · L. Kopecky  · Lach · Markus · Schneider · Schreiber · Schreurs · Vas · Wiebes 